# Carlos Paredes
Carlos Paredes ComSE (Coimbra, 16 de fevereiro de 1925 — Lisboa, 23 de julho de 2004) foi um compositor e guitarrista português.
Foi um dos principais responsáveis pela divulgação e popularidade da guitarra portuguesa, tendo sido igualmente um grande compositor. É considerado como um dos símbolos ímpares da cultura portuguesa. Para além das influências dos seus antepassados - pai, avô e tio, tendo sido o pai, Artur Paredes, o grande mestre da guitarra de Coimbra - Paredes manteve um estilo musical coimbrão, a sua guitarra era de Coimbra e a própria afinação era do Fado de Coimbra. A sua vida em Lisboa marcou-o e inspirou-lhe muitos dos seus temas e composições.
Ficou conhecido como O mestre da guitarra portuguesa ou O homem dos mil dedos. Foi militante do Partido Comunista Português desde 1958.

## Vida
Filho do famoso compositor e guitarrista, mestre Artur Paredes, neto e bisneto de guitarristas, Gonçalo Paredes e António Paredes, começou a estudar guitarra portuguesa aos quatro anos com o seu pai, embora a mãe preferisse que o filho se dedicasse ao piano; frequenta o Liceu Passos Manuel, começando também a ter aulas de violino na Academia de Amadores de Música. Na sua última entrevista, recorda: "Em pequeno, a minha mãe, coitadita, arranjou-me duas professoras de violino e piano. Eram senhoras muito cultas a quem devo a cultura musical que tenho".
Em 1934, a família muda-se para Lisboa, o pai era funcionário do BNU e vem transferido para a capital. Abandona a aprendizagem do violino para se dedicar, sob a orientação do pai, completamente à guitarra. Carlos Paredes fala com saudades desses tempos: "Neste anos, creio que inventei muita coisa. Criei uma forma de tocar muito própria que é diferente da do meu pai e do meu avô".
Carlos Paredes inicia em 1949 uma colaboração regular num programa de Artur Paredes na Emissora Nacional e termina os estudos secundários num colégio particular. Não chega a concluir o curso liceal e inscreve-se nas aulas de canto da Juventude Musical Portuguesa, tornando-se, em 1949, funcionário administrativo do Hospital de São José.
Em 1958, preso pela PIDE por fazer oposição a Salazar, é acusado de pertencer ao Partido Comunista Português, do qual Carlos Paredes se tornara militante no início desse ano, posição que manteria até ao fim da sua vida. Sendo libertado no final de 1959, é expulso da função pública, na sequência de julgamento. Durante este tempo andava de um lado para o outro da cela fingindo tocar música, o que levou os companheiros de prisão a pensar que estaria louco - de facto, o que ele estava a fazer, era compor músicas, na sua cabeça. Quando voltou para o local onde trabalhava no Hospital, uma das ex-colegas, Rosa Semião, recorda-se da mágoa do guitarrista devido à denúncia de que foi alvo: «Para ele foi uma traição, ter sido denunciado por um colega de trabalho do hospital. E contudo, mais tarde, ao cruzar-se com um dos homens que o denunciou, não deixou de o cumprimentar, revelando uma enorme capacidade de perdoar!»
Em 1962, é convidado pelo realizador Paulo Rocha, para compor a banda sonora do filme Os Verdes Anos: «Muitos jovens vinham de outras terras para tentarem a sorte em Lisboa. Isso tinha para mim um grande interesse humano e serviu de inspiração a muitas das minhas músicas. Eram jovens completamente marginalizados, empregadas domésticas, de lojas - Eram precisamente essas pessoas com que eu simpatizava profundamente, pela sua simplicidade». Recebeu um reconhecimento especial por “Os Verdes anos”.
Tocou com muitos artistas, incluindo Charlie Haden, Adriano Correia de Oliveira e Carlos do Carmo. Escreveu muitas músicas para filmes e em 1967 gravou o seu primeiro LP "Guitarra Portuguesa".

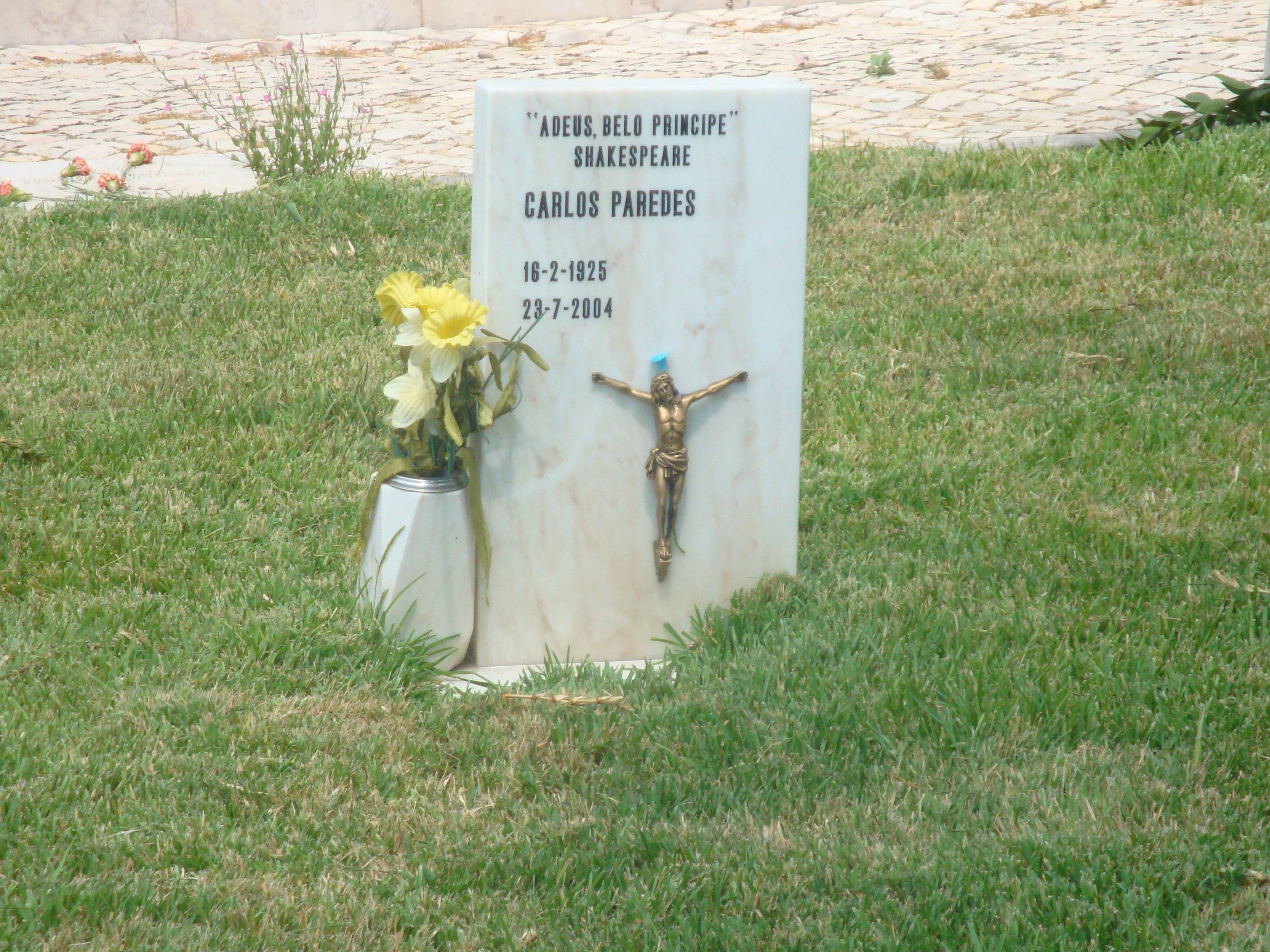
Sepultura de Carlos Paredes no Talhão dos Artistas do Cemitério dos Prazeres, Lisboa

Quando os presos políticos foram libertados depois do 25 de Abril de 1974, eram vistos como heróis. No entanto, Carlos Paredes sempre recusou esse estatuto, dado pelo povo. Sobre o tempo que foi preso nunca gostou muito de comentar. Dizia «que havia pessoas, que sofreram mais do que eu!». Ele é reintegrado no quadro do Hospital de São José e percorre o país, actuando em sessões culturais, musicais e políticas em simultâneo, mantendo sempre uma vida simples, e por incrível que possa parecer, a sua profissão de arquivista de radiografias. Várias compilações de gravações de Carlos Paredes são editadas, estando desde 2003 a sua obra completa reunida numa caixa de oito CDs.
A sua paixão pela guitarra era tanta que, conta que certa vez, a sua guitarra se perdeu numa viagem de avião e ele confessou a um amigo que «pensou em se suicidar».
A militância política activa acompanhou Carlos Paredes toda a vida, sendo referidas a sua disponibilidade regular para tarefas que iam da colagem de cartazes do Partido Comunista Português nas ruas, a turnos como segurança de Centros de Trabalho deste partido, até às conferências intelectuais e naturalmente aos concertos musicais, tendo participado em todas as edições da Festa do Avante! em que a sua saúde lhe permitiu.
Uma doença do sistema nervoso central, (mielopatia), impediu-o de tocar durante os últimos 11 anos da sua vida. Morreu a 23 de julho de 2004 na Fundação Lar Nossa Senhora da Saúde em Lisboa, sendo decretado Luto Nacional. Foi sepultado no Talhão dos Artistas do Cemitério dos Prazeres, em Lisboa.[carece de fontes?]
| “ | "Quando eu morrer, morre a guitarra também. O meu pai dizia que, quando morresse, queria que lhe partissem a guitarra e a enterrassem com ele. Eu desejaria fazer o mesmo. Se eu tiver de morrer.” | ” |

## Reconhecimento
A 10 de Junho de 1992 foi feito Comendador da Ordem Militar de Sant'Iago da Espada.
Em 2003, a Câmara Municipal de Vila Franca de Xira homenageou-o com a criação do Prémio Carlos Paredes.
O seu nome pode ser encontrado na toponímia de várias localidades portuguesas, nomeadamente Amadora, Queluz, Vila Franca de Xira, entre outras.

## Discografia

### Álbuns

#### 1967 «Guitarra portuguesa»
Com acompanhamento de Fernando Alvim, Guitarra Portuguesa foi registado no estúdio de Paço de Arcos da Valentim de Carvalho pelo mítico engenheiro de som Hugo Ribeiro. Distanciando-se da tradição formalista da guitarra de Coimbra, explorando de modo inspirado a arte da miniatura melódica, Paredes revela-se um compositor delicado e um instrumentista fulgurante. Depois deste álbum, a guitarra nunca mais foi a mesma.
- Variações em Ré maior
- Porto Santo
- Fantasia
- Melodia N.2
- Dança
- Canção verdes anos
- Divertimento
- Romance N.1
- Romance N.2
- Pantomima (sem acompanhamento)
- Melodia N.1

(Acompanhamento à viola de Fernando Alvim)

#### 1971 «Movimento perpétuo»
Ao segundo álbum, Carlos Paredes provava que o primeiro não havia sido um acaso. Movimento Perpétuo era o som de um perfeccionista em controlo absoluto, capaz de construir delicadas filigranas de improvável sustentação, sem nunca perder de vista a economia.
- Movimento perpétuo
- Variações em ré menor
- Danças portuguesas N.2
- Variações em mi menor
- Fantasia N.2
- Valsa
- Variações sob uma dança popular
- Mudar de vida - tema
- Mudar de vida - música de fundo
- António Marinheiro - tema da peça
- Canção
- 1980 – “O oiro e o trigo” (editado na RDA)

#### 1983 «Concerto em Frankfurt»
- Canto do amanhecer
- Canto de trabalho
- Canto de embalar
- Canto de amor
- Canto de rua
- Canto de rio
- A montanha e a planície
- Dança palaciana
- Sede
- Dança dos camponeses
- In Memoriam
- Festa da Primavera
- Variações

#### 1987 «Espelho de Sons»
- Coimbra e o Mondego: Variações
  - Variações sobre o Mondego, de Gonçalo Paredes
  - Variações em Ré Menor, de Artur Paredes
  - Variações em Lá Menor, de Artur Paredes
- Os amadores: Desenho duma melodia
  - Amargura
  - O discurso
- A canção: Melodia para um poeta
  - Canção de Alcipe
- O teatro: A noite
  - O fantoche
- Lisboa e o Tejo: Canto do amanhecer
  - Serenata
  - Dança palaciana
  - Canto de trabalho
  - Jardins de Lisboa (Verdes anos)
  - Canto de rua
  - Canto do rio
- A dança: Prólogo - Abertura para um bailado
  - Raiz (Dança melancólica)
  - Dança de camponeses
- A mãe e o lar: Canto de embalar
  - Canto de amor
- Contrastes: Sede
  - Canto da primavera

#### 1989 «Asas Sobre o Mundo»
- Asas sobre o mundo
- Nas asas da saudade
- Canto do amanhecer
- Canto de rua
- Canto de trabalho
- Canto de amor
- Verdes anos
- Canto de embalar
- Dança dos camponeses
- Marionetas
- Raiz
- Sede
- Canto de primavera
- Variações sobre o Mondego
- Variações sobre o Mondego N.1
- Variações sobre o Mondego N.2
- Canto do Tejo
- Serenata no Tejo
- Fado moliceiro
- Desenho duma melodia
- O discurso
- A noite
- Amargura
- 1994 - «O Melhor dos Melhores»
- 1996 – “Na corrente” (compilação de material inédito)

#### 2000 «Canção para Titi: Os inéditos 1993»
- Memórias
- Valsa diabólica
- Uma canção para minha mãe
- Escadas do quebra costas
- Canção para Titi
- Mar Goês
- Arcos do jardim
- Arco de Almedina
- Discurso

### Álbuns em colaboração
- 1970 – “Meu país”, de Cecília Melo
- 1975 – “É preciso um país”, com Manuel Alegre

#### 1986 «Invenções Livres», comAntónio Vitorino d'Almeida
- Improviso 1
- Improviso 2
- 1990 – “Dialogues”, com Charlie Haden

### Antologias
- 1998 – O Melhor de Carlos Paredes: Guitarra
- 2002 - Uma Guitarra com Gente Dentro
- 2003 - O Mundo segundo Carlos Paredes (obra completa)
- 2010 - A Voz da Guitarra

### EPs
- 1962 – "Variações em Si Menor / Serenata / Variações em Lá Menor / Danças"
- 1963 – “Guitarradas sob o Tema do Filme «Verdes Anos»”

### Filmes
A música de Carlos Paredes, composta com esse fim ou não, foi utilizada em diversos filmes:
- 1960 – “Rendas de metais preciosos” de Cândido da Costa Pinto
- 1962 – “Verdes anos” de Paulo Rocha e “P.X.O.” de Pierre Kast e Jacques Doniol-Valcroze
- 1964 – “Fado corrido” de Jorge Brum do Canto
- 1965 – “As pinturas do meu irmão Júlio” de Manoel de Oliveira
- 1966 – “Mudar de vida” de Paulo Rocha e “Crónica do esforço perdido” de António de Macedo
- 1968 – “A cidade” de José Fonseca e Costa e Tráfego e estiva” de Manuel Guimarães
- 1969 – “The Columbus route” de José Fonseca e Costa e “Na corrente” (documentário para a televisão) de Augusto Cabrita, composto de improviso
- 1970 – “Hello Jim” de Augusto Cabrita
- 2006 - “Movimentos Perpétuos: Tributo a Carlos Paredes” de Edgar Pêra

### Outros
- 1971 - Paredes compôs a música para a peça “O avançado centro morreu ao amanhecer” de Augustin Cuzzani encenada pelo Grupo de Teatro de Campolide
- 1982 – “Danças para uma guitarra”, coreografia de Vasco Wellenkamp sobre música de Carlos Paredes
- 1984 - Compôs a música para a peça “O Avarento”, de Molière, produção do Teatro Na Caixa, encenada por Adolfo Gutkin
- 1989 – Paul McCartney integra o tema “Dança” na música ambiente da sua digressão mundial
- 1991 – Acompanhado por Luísa Amaro, é convidado especial dum concerto que os Madredeus realizaram no Coliseu dos Recreios de Lisboa, posteriormente editado com o título “Lisboa”
- 1992 – A RTP grava um espectáculo de Carlos Paredes (acompanhado por Luísa Amaro e Fernando Alvim) e com a participação entre outros de Nuno Guerreiro, Mário Laginha e Rui Veloso